# Frank James Marshall
Frank James Marshall (10 d'agost de 1877 – 9 de novembre de 1944), fou un jugador d'escacs estatunidenc, un dels millors escaquistes del món els primers anys del segle xx. Va ser Campió dels Estats Units entre els anys 1909-1936. Fou també aspirant al títol de campió del món.
Marshall va néixer a Nova York, i va viure a Montreal, Canadà des dels 8 als 19 anys. Va començar a jugar als 10 anys, i cap al 1890 ja era un dels millors jugadors de Montreal.
|  |

## Resultats destacats en competició
Marshall va guanyar el Campionat dels Estats Units el 1904, però es va negar a acceptar el títol per la raó que el vigent campió dels Estats Units, Harry Nelson Pillsbury, no va participar en la competició. El 1906 Pillsbury va morir, i Marshall va rebutjar novament el títol, fins que no el va guanyar en competició el 1909.
El 1907 va disputar un matx pel Campionat del món d'escacs contra Emanuel Lasker, a les ciutats de Nova York, Filadèlfia, Washington, DC, Baltimore, Chicago, i Memphis, entre el 26 de gener i el 8 d'abril. Marshall va perdre, amb un pobre resultat de (+ 0 = 7 – 8).
El 1909, va acceptar de disputar un matx contra la jove promesa cubana José Raúl Capablanca, i davant la sorpresa de tothom, va perdre el matx, guanyant una sola partida, amb catorze taules i vuit derrotes. Després d'aquesta desfeta, Marshall no només no es mostrà ressentit contra Capablanca, sinó que, al contrari, va saber reconèixer el seu talent, i va promocionar-lo per tal que fos acceptat i pogués participar en torneigs al més alt nivell. Marshall va insistir per tal que Capablanca fos admès al Torneig Internacional de Sant Sebastià 1911, un campionat exclusiu que fou un dels més fort de la història fins aquell moment. A despit d'algunes protestes per la seva inclusió, el jove protegit de Marshall va acabar guanyant el torneig, en què Marshall acabà en quarta posició.
El 1911 fou 5è al torneig de Carlsbad de 1911 (el campió fou Richard Teichmann)
El 1912 fou sisè al torneig de Sant Sebastià (el campió fou Rubinstein).
Posteriorment, Marshall fou cinquè a la final del fortíssim torneig de Sant Petersburg 1914, rere el Campió del Món Lasker, els futurs campions del món Capablanca i Alekhin, i l'últim candidat al títol mundial Tarrasch, i per davant d'un grup d'extremadament forts jugadors que no assoliren la final: Ossip Bernstein, Rubinstein, Nimzowitsch, Blackburne, Janowski, i Gunsberg. Segons l'autobiografia de Marshall, de 1942, escrita en realitat per Fred Reinfeld, el Tsar Nicolau II va concedir el títol de "Gran Mestre a Marshall i als altres quatre finalistes. L'historiador dels escacs Edward G. Winter ha posat això en dubte, tot remarcant que les fonts més antigues que donen suport a aquesta història són un article de Robert Lewis Taylor publicat al The New Yorker del 15 de juny de 1940, i l'autobiografia de Marshall.
El 1915 en Marshall va fundar el Marshall Chess Club a Nova York.
El 1925 fou quart al fort torneig de Moscou de 1925 (el campió fou Efim Bogoljubow).
La dècada dels 1930, en Marshall va capitanejar l'equip estatunidenc que va aconseguir quatre medalles d'or en quatre participacions en les Olimpíades d'escacs. És famosa l'anècdota que, en una ronda, després de marxar un moment, quan va tornar al seu tauler, va veure que els seus tres companys d'equip havien acordat taules. Després, en acabar la seva pròpia partida, Marshall va parlar seriosament un per un individualment amb cada jugador, explicant que les taules no permeten guanyar partides ni matxs. L'equip americà mai no ha repetit els grans èxits de l'època de Marshall, deguts principalment al fet que la Unió Soviètica, el gran dominador dels escacs mundials al segle xx, no va enviar equips a les olimpíades els 1930.
El 1936, després d'haver mantingut el títol de Campió dels Estats Units durant 29 anys, va renunciar-hi per cedir-lo al guanyador d'un torneig nacional. El torneig es va celebrar a Nova York, patrocinat per la Federació nacional estatunidenca, i amb un trofeu donat pel Marshall Chess Club, i el primer campió fou Samuel Reshevsky.

## Força de joc
Marshall es feu especialment famós per la seva gran visió tàctica. En moltes de les seves partides, aconseguia donar la volta al resultat d'una previsible derrota en victòria mercès als seus trucs tàctics. Andrew Soltis ha escrit que, "en els seus darrers anys, aquesta capacitat de salvar partides aparentment perdudes i d'evitar l'inevitable, va assolir proporcions màgiques". També jugava amb una apreciable força els finals de partida, tot i que actualment aquest aspecte del seu joc no és massa valorat.

### La famosa jugada 23...Dg3! de Marshall
En la seva molt coneguda partida contra Stepan Levitski a Breslau 1912, Marshall va rematar amb un espectacular sacrifici de dama, una jugada que permetia que fos capturada de tres maneres diferents: 
1.d4 e6 2.e4 d5 3.Cc3 c5 4.Cf3 Cc6 5.exd5 exd5 6.Ae2 Cf6 7.O-O Ae7 8.Ag5 O-O 9.dxc5 Ae6 10.Cd4 Axc5 11.Cxe6 fxe6 12.Ag4 Dd6 13.Ah3 Tae8 14.Dd2 Ab4 15.Axf6 Txf6 16.Tad1 Dc5 17.De2 Axc3 18.bxc3 Dxc3 19.Txd5 Cd4 20.Dh5 Tef8 21.Te5 Th6 22.Dg5 Txh3 23.Tc5 Dg3!! 0-1
 Aquest darrer moviment és considerat una de les jugades més brillants de tots els temps (Tim Krabbé la situa en tercer lloc en aquesta classificació.) La llegenda explica que els espectadors varen omplir-lo de monedes d'or després de la sorprenent jugada de Marshall. L'historiador d'escacs Edward Winter en parla aquí Arxivat 2010-07-10 a Wayback Machine..

### Contribucions a la teoria d'obertures
Hi ha diverses obertures que duen el nom de Frank Marshall. És molt destacable, tenint en compte que és un jugador que va morir ja fa molts anys, que dues variants de gambit que duen el seu nom siguin actualment molt importants en la teoria dels escacs. Una és el gambit Marshall de la Ruy López (1.e4 e5 2.Cf3 Cc6 3.Ab5 a6 4.Aa4 Cf6 5.O-O Ae7 6.Te1 b5 7.Ab3 O-O 8.c3 d5). La primera partida especialment coneguda de Marshall amb aquesta variant fou la que jugà contra José Raúl Capablanca el 1918, tot i que en Marshall ja l'havia jugada prèviament en altres partides menys destacables. Tot i que Capablanca va guanyar (en una partida recordada com a exemple de la seva genialitat defensiva, la idea de Marshall va esdevenir ràpidament molt popular. Les negres obtenen molt bones possibilitats d'atac, i de fet, puntuen a la pràctica un per cent amb aquesta variant, cosa que és un excel·lent resultat per les negres. El gambit Marshall és tan respectat, que molts dels millors jugadors mundials actuals l'eviten amb alguna variant "Anti-Marshall" com ara 8.a4.
També du el nom de Marshall una variant de la defensa Semieslava. Aquest "gambit Marshall" es produeix després de 1.d4 d5 2.c4 c6 3.Cc3 e6 4.e4!? i ara la línia principal continua amb 4...dex4 5.Cxe4 Ab4+ 6.Ad2 (6.Cc3 salva el peó però no es considera un moviment perillós) Dxd4 7.Axb4 Dxe4+ 8.Ae2 amb una partida aguda i una posició poc clara.
També du el nom de Marsall la defensa Marshall del gambit de dama (1.d4 d5 2.c4 Cf6). Aquesta obertura es considera inferior al gambit de dama declinat (2...e6), la defensa eslava (2...c6), i el gambit de dama acceptat (2...dxc4).

### Partida destacada
Tot i que els resultats particulars de Marshall contra Capablanca foren bastant dolents (+2 -20 =28), fou un dels pocs jugadors que varen aconseguir guanyar algun cop el cubà amb les peces negres. La partida va ser jugada a l'Havana el 1913:
1. e4 e5 2. Cf3 Cf6 3. Cxe5 d6 4. Cf3 Cxe4 5. d4 d5 6. Ad3 Ag4 7. O-O Cc6 8. c3 Ae7 9. Cbd2 Cxd2 10. Axd2 O-O 11. h3 Ah5 12. Te1 Dd7 13. Ab5 Ad6 14. Ce5 Axe5 15. Dxh5 Af6 16. Af4 Tae8 17. Te3 Txe3 18. fxe3 a6 19. Aa4 b5 20. Ac2 g6 21. Df3 Ag7 22. Ab3 Ce7 23. e4 dxe4 24. Dxe4 c6 25. Te1 Cd5 26. Axd5 cxd5 27. De7 Dc8 28. Ad6 h6 29. Tf1 f6 30. Te1 Td8 31. Ac5 Rh7 32. Df7 Df5 33. Ae7 Dd7 34. Rf1 Tf8 35. De6 Dxe6 36. Txe6 Te8 37. Te2 Rg8 38. b3 Rf7 39. Ac5 Txe2 40. Rxe2 f5 41. Rd3 Re6 42. c4 bxc4+ 43. bxc4 g5 44. g4 f4 45. Ab4 Af6 46. Af8 dxc4+ 47. Rxc4 f3 48. d5+ Re5 49. Rd3 Rf4 50. Ad6+ Ae5 51. Ac5 Rg3 52. Re4 Af4 53. d6 f2 0-1
Capablanca molt rarament perdia en una final.

## Llibres
- Frank Marshall, My Fifty Years of Chess, 1942, ISBN 1-84382-053-6 (2002 Hardinge Simpole edition).
- Andrew Soltis, Frank Marshall, United States Chess Champion: A Biography With 220 Games, 1994, ISBN 0-89950-887-1.